# 钟昌标
钟昌标（1964年—），江西人，浙江工商大学教授，中国教育部长江学者特聘教授，主要从事国际贸易学、区域经济学和空间经济学的教学与科研工作。

## 生平
钟昌标1985年本科毕业于江西师范大学，1994年获西南大学硕士学位，1999年获南京大学博士学位。2000年至2005年，分别在中国社会科学院、吉林大学和复旦大学完成博士后研究。现任浙江工商大学教授。

## 荣誉
- 中国教育部长江学者特聘教授
- 中国全国劳动模范
- 中国国家百千万人才工程入选者

## 主要著作
- 《国际贸易与区域发展》
- 《微观国际贸易学》
- 《转型期中国区域市场分割对国际竞争力的影响研究》
- 《中国与东盟经济一体化研究》
- 《知识经济与国际经济新发展》
- 《21世纪中国区域经济发展战略》